# زاك مور
زاك مور (بالإنجليزية: Zach Moore)‏ هو لاعب كرة قدم أمريكية أمريكي، ولد في 5 سبتمبر 1990 في شيكاغو في الولايات المتحدة.

## وصلات خارجية
- زاك مور على موقع مرجع كرة القدم المحترفة.كوم (الإنجليزية)